# Ribeira Grande de Santiago (concelho de Cabo Verde)
| Ribeira Grande Município da Ribeira Grande de Santiago |                                                                   |
| \| \| \| \| (Bandeira) \| (Brasão) \|                  |                                                                   |
| Localização de Ribeira Grande                          |                                                                   |
| Gentílico                                              |                                                                   |
| Ilha                                                   | Santiago                                                          |
| Sede                                                   | Vila da Ribeira Grande                                            |
| Freguesias                                             | Santíssimo Nome de Jesus e São João Baptista                      |
| Área                                                   | 164 km²                                                           |
| População                                              | 8325                                                              |
| Fundação                                               | 2005 por .                                                        |
| Dia do Município                                       | 23 de julho                                                       |
| Cód. CGN-CV                                            | 79                                                                |
| Cód. ISO                                               | CV-PR ?                                                           |
| Website                                                | www.ams.cv/index.php?option=com_content&task=view&id=29&Itemid=48 |
| Bandeira de Ribeira Grande                             | Brasão de Ribeira Grande                                          |
| (Bandeira)                                             | (Brasão)                                                          |

Ribeira Grande de Santiago é um concelho/município da ilha de Santiago, em Cabo Verde.
O Dia do Município é 23 de julho .
Desde 2008, o município da Ribeira Grande de Santiago é governado pelo Movimento para a Democracia.

## Freguesias
É constituído por duas freguesias: Santíssimo Nome de Jesus e São João Baptista.

## Cidade Velha

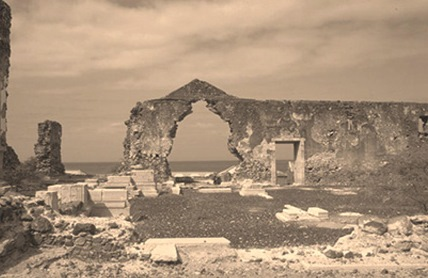
Ruínas da Sé Catedral. Cidade Velha.

A vila da Ribeira Grande de Santiago mais conhecida por Cidade Velha, é a sede do concelho do mesmo nome. Proclamada no século XVI, é o berço da Nação Cabo-Verdiana. Esta cidade (que acabou no passado por conhecer praticamente o seu total declínio devido a ataques frequentes de piratas) volta a ser proclamada no ano 2005, conjuntamente com a reconstituição do concelho. A antiga cidade da Ribeira Grande de Santiago de Cabo Verde é uma das mais antigas cidades fundadas pelos Europeus na África Subsahariana. Pelo seu porto passaram caravelas transportando escravos da África para outras partes do Mundo, designadamente Europa e Continente Americano. Escravos passavam nesta paragem por um processo de ladinização e subsequentemente eram transportados para os destinos já referidos. Daí, a cidade de Ribeira Grande de Santiago de Cabo Verde se revestir de grande importância histórica para a humanidade. A Cidade conserva um número significativo de edifícios e ruínas dos séculos que passaram, desde a descoberta do Arquipélago de Cabo Verde em 1460.

## História

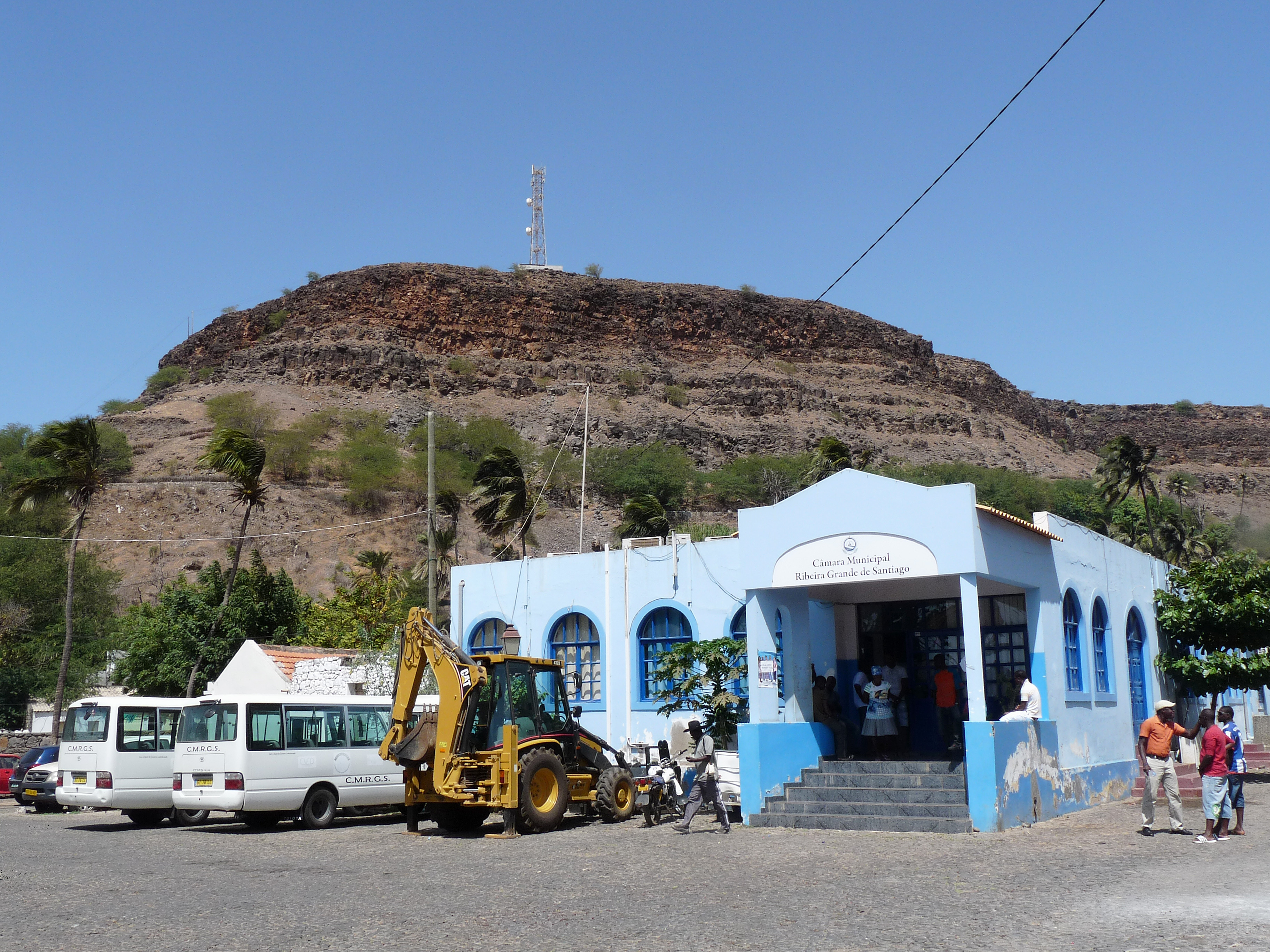
Câmara Municipal de Ribeira Grande de Santiago, sede do poder legislativo.

Foi criado em 2005, quando duas freguesias do antigo Concelho da Praia foram separadas para formar o Concelho de Ribeira Grande de Santiago.
Durante um período de transição, o município foi governado pela chamada Comissão instaladora. A 18 de Maio de 2008 foi realizada a primeira eleição municipal, ganha pelo MpD.

## Demografia
| População de Ribeira Grande de Santiago (concelho de Cabo Verde) (1940–2010) | População de Ribeira Grande de Santiago (concelho de Cabo Verde) (1940–2010) | População de Ribeira Grande de Santiago (concelho de Cabo Verde) (1940–2010) | População de Ribeira Grande de Santiago (concelho de Cabo Verde) (1940–2010) | População de Ribeira Grande de Santiago (concelho de Cabo Verde) (1940–2010) | População de Ribeira Grande de Santiago (concelho de Cabo Verde) (1940–2010) | População de Ribeira Grande de Santiago (concelho de Cabo Verde) (1940–2010) | População de Ribeira Grande de Santiago (concelho de Cabo Verde) (1940–2010) |
| ---------------------------------------------------------------------------- | ---------------------------------------------------------------------------- | ---------------------------------------------------------------------------- | ---------------------------------------------------------------------------- | ---------------------------------------------------------------------------- | ---------------------------------------------------------------------------- | ---------------------------------------------------------------------------- | ---------------------------------------------------------------------------- |
| 1940                                                                         | 1950                                                                         | 1960                                                                         | 1970                                                                         | 1980                                                                         | 1990                                                                         | 2000                                                                         | 2010                                                                         |
| —                                                                            | —                                                                            | —                                                                            | —                                                                            | 6321                                                                         | 6527                                                                         | 7713                                                                         | 8325                                                                         |

| Noroeste: Santa Catarina | Norte: São Salvador do Mundo | Nordeste: São Lourenço dos Órgãos São Domingos |
| Oeste: Oceano Atlântico  | Ribeira Grande de Santiago   | Leste: Praia                                   |
|                          | Sul: Oceano Atlântico        |                                                |